# Temporada 2012 BWF Super Series
La Temporada 2012 BWF Super Series es la VI edición de la BWF Super Series. La temporada inició con la serie Premier en Corea del Sur el 3 de enero y finalizó con la Final Super Series que aún no se decide la sede.

## Calendario
A continuación se muestra el calendario presentado por la Federación Mundial de Bádminton:
| #  | Nombre Oficial                   | Sede                                        | Ciudad       | Fecha            | Fecha            | Premio USD | Reporte |
| #  | Nombre Oficial                   | Sede                                        | Ciudad       | Inicio           | Término          | Premio USD | Reporte |
| -- | -------------------------------- | ------------------------------------------- | ------------ | ---------------- | ---------------- | ---------- | ------- |
| 1  | Korea Open Super Series Premier  | Gimnasio de la Universidad Nacional de Seúl | Seúl         | 3 de enero       | 8 de enero       | 1,000,000  | Reporte |
| 2  | Malaysia Open Super Series       | Estadio Putra                               | Kuala Lumpur | 10 de enero      | 15 de enero      | 400,000    | Reporte |
| 3  | All England Super Series Premier | National Indoor Arena                       | Birmingham   | 6 de marzo       | 11 de marzo      | 350,000    | Reporte |
| 4  | India Super Series               | Siri Fort Indoor Stadium                    | Nueva Delhi  | 24 de abril      | 29 de abril      | 200,000    | Reporte |
| 5  | Indonesia Super Series Premier   |                                             | Yakarta      | 12 de junio      | 17 de junio      | 600,000    | Reporte |
| 6  | Singapore Super Series           |                                             | Singapur     | 19 de junio      | 24 de junio      | 200,000    | Reporte |
| 7  | China Masters Super Series       |                                             | Changzhou    | 11 de septiembre | 16 de septiembre | 250,000    | Reporte |
| 8  | Japan Super Series               |                                             |              | 18 de septiembre | 23 de septiembre | 200,000    | Reporte |
| 9  | Denmark Super Series Premier     |                                             | Odense       | 16 de octubre    | 21 de octubre    | 400,000    | Reporte |
| 10 | French Super Series              |                                             | París        | 23 de octubre    | 28 de octubre    | 200,000    | Reporte |
| 11 | China Open Super Series Premier  |                                             | Shanghái     | 13 de noviembre  | 18 de noviembre  | 350,000    | Reporte |
| 12 | Hong Kong Super Series           |                                             | Kowloon      | 20 de noviembre  | 25 de noviembre  | 250,000    | Reporte |
| 13 | Super Series Masters Finals      |                                             |              |                  |                  |            | Reporte |

### Ganadores
| Torneo        | Hombres       | Mujeres      | Hombres dobles                 | Mujeres dobles                          | Mixto                        |
| ------------- | ------------- | ------------ | ------------------------------ | --------------------------------------- | ---------------------------- |
| Corea del Sur | Lee Chong Wei | Wang Shixian | Cai Yun Fu Haifeng             | Tian Qing Zhao Yunlei                   | Xu Chen Ma Jin               |
| Malasia       | Lee Chong Wei | Wang Yihan   | Fang Chieh-min Lee Sheng-mu    | Christinna Pedersen Kamilla Rytter Juhl | Zhang Nan Zhao Yunlei        |
| All England   | Lin Dan       | Li Xuerui    | Jung Jae-sung Lee Yong-dae     | Tian Qing Zhao Yunlei                   | Tantowi Ahmad Lilyana Natsir |
| India         | Shon Wan-ho   | Li Xuerui    | Bodin Issara Maneepong Jongjit | Jung Kyung-eun Kim Ha-na                | Tantowi Ahmad Lilyana Natsir |

### Títulos por país
A continuación se listan los países ordenados por títulos ganados en la temporada:
| Team                                  | KOR | MAS | ENG | IND | INA | SIN | CHN | JPN | DEN | FRA | CHN | HKG | SSF | Total |
| ------------------------------------- | --- | --- | --- | --- | --- | --- | --- | --- | --- | --- | --- | --- | --- | ----- |
| Bandera de la República Popular China | 4   | 2   | 3   |     |     |     |     |     |     |     |     |     |     | 8     |
| Bandera de Malasia                    | 1   | 1   |     |     |     |     |     |     |     |     |     |     |     | 2     |
| Bandera de China Taipéi               |     | 1   |     |     |     |     |     |     |     |     |     |     |     | 1     |
| Bandera de Dinamarca                  |     | 1   |     |     |     |     |     |     |     |     |     |     |     | 1     |
| Bandera de Indonesia                  |     |     | 1   |     |     |     |     |     |     |     |     |     |     | 1     |
| Bandera de Corea del Sur              |     |     | 1   |     |     |     |     |     |     |     |     |     |     | 1     |